# Xerochlora martinaria
Xerochlora martinaria är en fjärilsart som beskrevs av Sperry 1948. Xerochlora martinaria ingår i släktet Xerochlora och familjen mätare. Inga underarter finns listade i Catalogue of Life.